# Испиритиха
Испири́тиха — упразднённая деревня в Казачинско-Ленском районе Иркутской области России.
Законом Иркутской области от 12 мая 2017 года № 26-ОЗ к селу Казачинское были присоединены деревни Испиритиха, Паузок, Берёзовка, Конец Луг.
Находится на правом берегу реки Киренга в 2 км югу от центральной части села Казачинское.

## Население
По данным Всероссийской переписи населения 2010 года население НП составило 57 человек